# Coulterophytum
Coulterophytum es un género de plantas herbáceas perteneciente a la familia de las apiáceas.  Comprende 7 especies descritas y de estas, solo 4 aceptadas.

## Taxonomía
El género fue descrito por Benjamin Lincoln Robinson y publicado en Proceedings of the American Academy of Arts and Sciences 27: 168–169. 1892. La especie tipo es: Coulterophytum laxum B.L.Rob.		

## Especies
A continuación se brinda un listado de las especies del género Coulterophytum aceptadas hasta septiembre de 2012, ordenadas alfabéticamente. Para cada una se indica el nombre binomial seguido del autor, abreviado según las convenciones y usos.
- Coulterophytum holwayi Rose
- Coulterophytum laxum B.L.Rob.
- Coulterophytum macrophyllum J.M.Coult. & Rose
- Coulterophytum pubescens J.M.Coult. & Rose